# Ćićina
Pour les articles homonymes, voir Cicina.
Ćićina (en serbe cyrillique : Ћићина) est un village de Serbie situé dans la municipalité d'Aleksinac, district de Nišava. Au recensement de 2011, il comptait 195 habitants.

## Démographie
| 1948 | 1953 | 1961 | 1971 | 1981 | 1991 | 2002 | 2011 |
| ---- | ---- | ---- | ---- | ---- | ---- | ---- | ---- |
| 350  | 351  | 366  | 335  | 297  | 273  | 238  | 195  |

|  |